# Адыгские языки
Ады́гские языки́ — название подгруппы языков абхазо-адыгской языковой семьи.

Адыгские языки показаны малиновым

## Состав (диалекты, наречия)
Адыгские языки делятся на два языка:
нижне-адыгский, или кяхский, современное наименование — адыгейский;
верхне-адыгский, или кабардинский, современное наименование — кабардино-черкесский.
По мнению ряда исследователей[каких?], адыгейский и кабардино-черкесский язык представляют собой диалекты одного языка — адыгского. К примеру, близость между ними больше чем между русским и украинским.
Нижне-адыгский, или кяхский язык, имеет большое количество наречий (местных диалектов), из них основные:
— бжедугский (бжедуго-темиргоевский);
— темиргоевский (на нём также говорили племена адэмый, жьанэ, мэхъош, мамхэгъ и др.);
— шапсугский диалект (говоры: черноморско-шапсугский, хакучинский и кубано-шапсугский);
— абадзехский диалект;
— натухайский диалект, аул Натухай, Адыгея;
— кабардинский диалект, Кабардино-Балкария, Карачаево-Черкесия, аулы Блечепсин, Ходзь, Кошехабль (Адыгея);
— бесленеевский диалект, аул Уляп Республики Адыгея, Карачаево-Черкесия, Краснодарский край.
В 1808 году полиглот Юлиус Генрих Клапрот, а позже и ряд других источников сообщали, что адыги (черкесы) пользуются тайными языками, которые составлены по взаимному соглашению: зекӏуэбзэ «язык наездника», щакӏуэбзэ «язык охотника», хъуэрыбзэ «поучительно-иносказательный язык» и фэрыщӏыбзэ «фаршибше», которые к настоящему времени не сохранились.

## Характеристика
Отличительной особенностью адыгских, как и всех западнокавказских, является бедный вокализм при развитом консонантизме (три гласные фонемы при 56 согласных в адыгейском). Развиты аблаут и кластеры согласных.
Языки с развитым полисинтетизмом. Противопоставлены абсолютный и эргативный падежи.
Современные алфавиты на кириллической основе. Адыгейский содержит 64 буквы, кабардино-черкесский — 59 букв. В 1990-е годы разрабатывался проект унификации кабардино-черкесского и адыгейского алфавитов; в 1999 году он был утверждён на научной конференции в Нальчике, но не был претворён в жизнь.